# Bakenberg (Hiddensee)
Der Bakenberg ist mit etwa 72,7 m ü. NHN die höchste Erhebung auf der Insel Hiddensee in Mecklenburg-Vorpommern. Er liegt auf dem Höhenzug Dornbusch, dem Hochland im Norden der Insel, etwas südlich des gleichnamigen Leuchtturms Dornbusch. Dieser befindet sich auf der zweithöchsten Erhebung der Insel, dem rund 70 m ü. NHN hohen Schluckswiek oder Schluckwieksberg. Südlich des Berges befindet sich die Ortschaft Kloster.
Westlich der Erhebung befindet sich die Svantevit-Schlucht, welche steil zu Ostsee abfällt. Der Bakenberg ist bewaldet.
Die Bildung des Hochlands Dornbusch und damit auch des Bakenberges geht auf die letzte Vergletscherungsphase Norddeutschlands, die Weichsel-Eiszeit vor etwa 12.500 Jahren, zurück. Beim Zurückweichen der Gletscher blieb er als Stauchmoräne liegen und gehörte für etwa 4000 Jahre zu einem großen Festlandbereich im Süden der heutigen Ostsee. Während der ersten Überflutungsphase der Ostsee erreichte das Wasser noch nicht den Raum um Hiddensee, erst vor etwa 3900 Jahren umspülte das Lithorinameer die drei Inselkerne Dornbusch, Fährinsel und Gellen. Etwa tausend Jahre später begann die Küstenerosion (Landabtragung, Verdriftung und Ablagerung) und die Herausbildung der langgestreckten Form Hiddensees durch Sand-Anschwemmungen.
Die Erhebung besteht überwiegend aus abwechselnden Schichten aus Geschiebemergel, Sand, Kies und Schreibkreide.
Der Berg liegt im Nationalpark Vorpommersche Boddenlandschaft und im Naturschutzgebiet Dornbusch und Schwedenhagener Ufer.